# Onik Gasparian
Onik Viktorí Gasparian (en armeni: Օնիկ Վիկտորի Գասպարյան) (Idjevan, RSS d'Armènia, 6 de gener de 1970) és un militar armeni, tinent general i cap de l'Estat Major General de les Forces Armades d'Armènia.

## Biografia
Va néixer a Idjevan, República Socialista Soviètica d'Armènia, llavors part de la Unió Soviètica. Va estudiar a l'Escola Secundària Núm. 5 a Idjevan entre 1976 i 1985 i a l'Escola Secundària Núm. 147 a Erevan entre 1985 i 1986. Es va unir a l'exèrcit armeni el 1993. Anteriorment va prestar servei en les Forces Armades de la Unió Soviètica des de 1988. Al principi de la seva carrera, va participar en la defensa d'Armènia al destacament de Saro a Idjevan. El 1994, va resultar greument ferit per l'explosió d'una mina mentre realitzava una missió de combat. A mitjans de 1990 va estudiar els cursos per a oficials superiors (el «vistrel») del Ministeri de Defensa de Rússia. Després d'estudiar es va graduar amb honors de l'Acadèmia d'Armes Combinades de Rússia on va estudiar entre 1998 i 2001. Des del 2001 fins al 2005 va ser comandant de la unitat militar 51.191, on es va servir abans de ser traslladat a la unitat militar 68.617. Va ser vap d'Estat Major i subcomandant del 4t Cos de l'Exèrcit entre 2007 i 2008. El 2008 es va graduar amb honors de l'Acadèmia Militar de l'Estat Major de les Forces Armades de Rússia.
L'any 2010 es va convertir en cap d'Estat Major i sotscomandant del 3r Cos de l'Exèrcit, i va ser ascendit a comandant l'11 d'abril del 2012. El 21 de gener de 2015 va ser novament ascendit a general major, el que li va permetre convertir-se en sotscap de l'Estat Major General al juliol de 2016 i primer sotscap de l'Estat Major General al juny de 2017. Es va convertir en tinent general al juliol de 2019. El 8 de juny de 2020, va ser nomenat cap de l'Estat Major General de les Forces Armades d'Armènia, per ordre del president Armèn Sarkissian i a petició del primer ministre Nikol Paixinian. L'endemà passat, el ministre de Defensa armeni, David Tonoian, el va presentar al personal de comandament del seu ministeri. Anteriorment, al 2018, va ser considerat per al càrrec quan la premsa el va assenyalar com a candidat. Quan finalment va ser nomenat el 2020 es va assenyalar que provenia de la mateixa ciutat que el primer ministre Paixinian, fet que va donar lloc a especulacions sobre un eventual nepotisme.